# Пузес
Пу́зес (латыш. Puzes ezers; устар.: Пуссенское, Пуссен, Пузен, Пузес-Эзерс) — проточное озеро в Курземе на западе Латвии. Располагается на высоте 12,3 м над уровнем моря в центральной части Вентспилсского края: по берегу юго-западной половины озера проходит граница Угальской волости, акватория же полностью находится на территории Пузской волости. Исток реки Ринда. Относится к бассейну Ирбе. До 17 сентября 1999 года озеро использовалось для водоснабжения города Вентспилс.
Одно из глубочайших и крупнейших по объёму воды озёр Латвии, наибольшая глубина в 33,6 м достигается немного юго-восточнее центральной части акватории, средняя глубина составляет 12,4 м (третье место среди озёр Латвии). Площадь водной поверхности — 520,5 га. Объём воды — 0,064 км³ (десятое место среди озёр Латвии). Протяжённость береговой линии — 11,8 км. Площадь водосборного бассейна — 570 км².
Сообщается с озером Усмас через впадающую с южной стороны реку Энгуре. Из северной оконечности озера вытекает река Ринда.
Вдоль юго-западного берега озера проходит одна из главных автодорог Латвии A10 (Рига — Вентспилс).
Озеро имеет большое рыбохозяйственное значение.